# 吕比-贝特蒙
吕比-贝特蒙（法語：Luby-Betmont，法語發音：[lybi bɛtmɔ̃]）是法国上比利牛斯省的一个市镇，属于塔布区。该市镇于1852年由原市镇吕比（Luby）和贝特蒙（Betmont）合并而成。

## 地理
吕比-贝特蒙（43°17'45"N, 0°17'32"E）面积7.16 平方千米，位于法国奧克西塔尼大區上比利牛斯省，该省份为法国西南部内陆省份，北至热尔省，西接大西洋比利牛斯省，南与西班牙接壤，东临上加龙省。
与吕比-贝特蒙接壤的市镇（或旧市镇、城区）包括：吕布雷圣吕克、拉马克吕斯坦、曼村、奥斯梅特、维杜、维朗比特。
吕比-贝特蒙的时区为UTC+01:00、UTC+02:00（夏令时）。

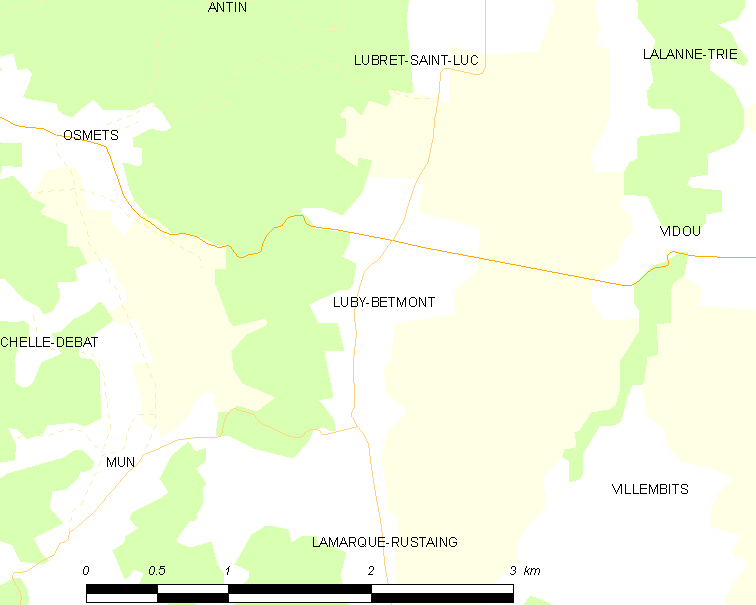
吕比-贝特蒙的OSM定位图

## 行政
吕比-贝特蒙的邮政编码为65220，INSEE市镇编码为65289。

## 政治
吕比-贝特蒙所属的省级选区为山丘县。

## 人口

1962-2008年间吕比-贝特蒙人口变化图示

吕比-贝特蒙于2022年1月1日时的人口数量为105人。